# Ружанув (Мазовецьке воєводство)
Ружанув (пол. Różanów) — село в Польщі, у гміні Віскітки Жирардовського повіту Мазовецького воєводства.
Населення — 129 осіб (2011).
У 1975—1998 роках село належало до Скерневицького воєводства.

## Демографія
Демографічна структура станом на 31 березня 2011 року:
|          | Загалом | Допрацездатний вік | Працездатний вік | Постпрацездатний вік |
| -------- | ------- | ------------------ | ---------------- | -------------------- |
| Чоловіки | 60      | 11                 | 46               | 3                    |
| Жінки    | 69      | 9                  | 43               | 17                   |
| Разом    | 129     | 20                 | 89               | 20                   |